# Bessais-le-Fromental
Pour les articles ayant des titres homophones, voir Besset, Bessay, Bessey, Bessé et Baissey.
Bessais-le-Fromental est une commune française, située dans le département du Cher en région Centre-Val de Loire.

## Géographie
Village du sud du Cher, situé près de Saint-Amand-Montrond, Bessais-le-Fromental se trouve à une distance de 50 km de Bourges.

### Climat
Pour des articles plus généraux, voir Climat du Centre-Val de Loire et Climat du Cher.
En 2010, le climat de la commune est de type climat océanique dégradé des plaines du Centre et du Nord, selon une étude du CNRS s'appuyant sur une série de données couvrant la période 1971-2000. En 2020, Météo-France publie une typologie des climats de la France métropolitaine dans laquelle la commune est exposée à un climat océanique altéré et est dans une zone de transition entre les régions climatiques « Centre et contreforts nord du Massif Central » et « Ouest et nord-ouest du Massif Central ». 
Pour la période 1971-2000, la température annuelle moyenne est de 11 °C, avec une amplitude thermique annuelle de 15,7 °C. Le cumul annuel moyen de précipitations est de 804 mm, avec 11,6 jours de précipitations en janvier et 7,3 jours en juillet. Pour la période 1991-2020, la température moyenne annuelle observée sur la station météorologique la plus proche, située sur la commune d'Isle-et-Bardais à 7 km à vol d'oiseau, est de 11,8 °C et le cumul annuel moyen de précipitations est de 777,6 mm,. Pour l'avenir, les paramètres climatiques de la commune estimés pour 2050 selon différents scénarios d'émission de gaz à effet de serre sont consultables sur un site dédié publié par Météo-France en novembre 2022.

## Urbanisme

### Typologie
Au 1er janvier 2024, Bessais-le-Fromental est catégorisée commune rurale à habitat dispersé, selon la nouvelle grille communale de densité à 7 niveaux définie par l'Insee en 2022.
Elle est située hors unité urbaine et hors attraction des villes,.

### Occupation des sols
L'occupation des sols de la commune, telle qu'elle ressort de la base de données européenne d’occupation biophysique des sols Corine Land Cover (CLC), est marquée par l'importance des territoires agricoles (98,1 % en 2018), une proportion identique à celle de 1990 (98,1 %). La répartition détaillée en 2018 est la suivante : 
terres arables (59,1 %), prairies (35,1 %), zones agricoles hétérogènes (3,8 %), zones urbanisées (1 %), forêts (0,9 %). L'évolution de l’occupation des sols de la commune et de ses infrastructures peut être observée sur les différentes représentations cartographiques du territoire : la carte de Cassini (XVIIIe siècle), la carte d'état-major (1820-1866) et les cartes ou photos aériennes de l'IGN pour la période actuelle (1950 à aujourd'hui).

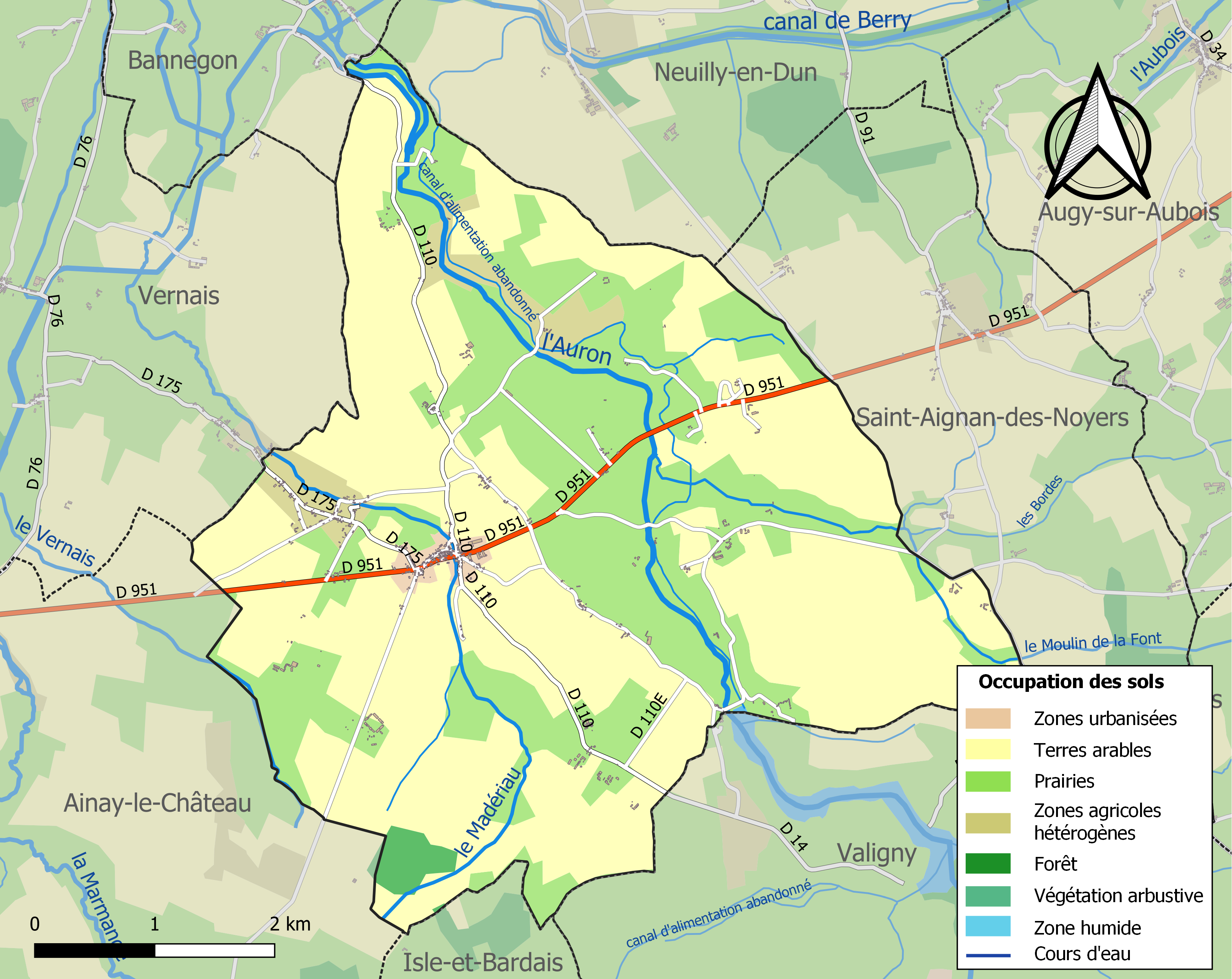
Carte des infrastructures et de l'occupation des sols de la commune en 2018 (CLC).

### Risques majeurs
Le territoire de la commune de Bessais-le-Fromental est vulnérable à différents aléas naturels : météorologiques (tempête, orage, neige, grand froid, canicule ou sécheresse), mouvements de terrains et séisme (sismicité faible). Il est également exposé à deux risques technologiques,  le transport de matières dangereuses et la rupture d'un barrage. Un site publié par le BRGM permet d'évaluer simplement et rapidement les risques d'un bien localisé soit par son adresse soit par le numéro de sa parcelle.

#### Risques naturels

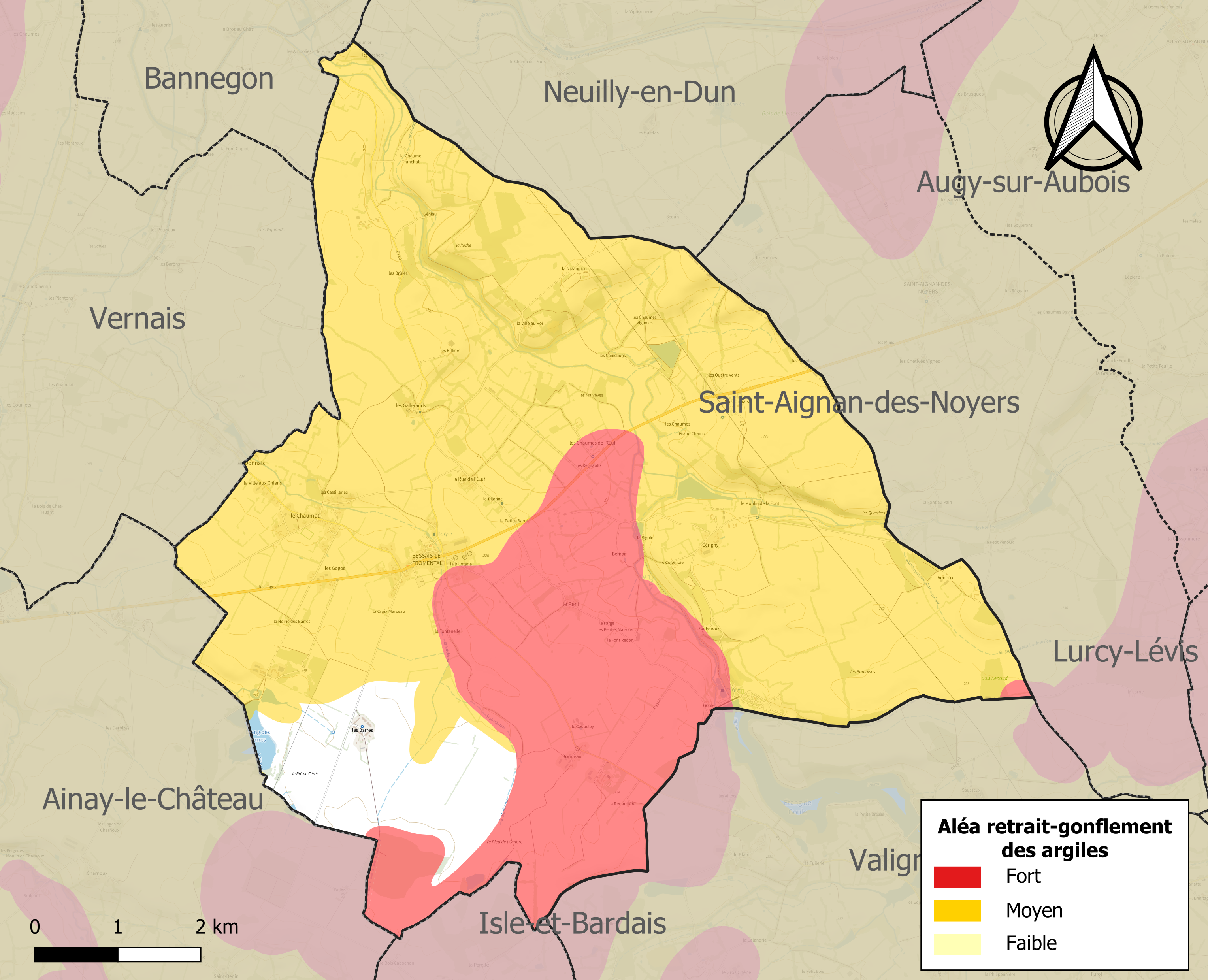
Carte des zones d'aléa retrait-gonflement des sols argileux de Bessais-le-Fromental.

La commune est vulnérable au risque de mouvements de terrains constitué principalement du retrait-gonflement des sols argileux. Cet aléa est susceptible d'engendrer des dommages importants aux bâtiments en cas d’alternance de périodes de sécheresse et de pluie. 92,4 % de la superficie communale est en aléa moyen ou fort (90 % au niveau départemental et 48,5 % au niveau national). Sur les 265 bâtiments dénombrés sur la commune en 2019, 258 sont en aléa moyen ou fort, soit 97 %, à comparer aux 83 % au niveau départemental et 54 % au niveau national. Une cartographie de l'exposition du territoire national au retrait gonflement des sols argileux est disponible sur le site du BRGM,.
Concernant les mouvements de terrains, la commune a été reconnue en état de catastrophe naturelle au titre des dommages causés par des mouvements de terrain en 1999.

#### Risques technologiques
Le risque de transport de matières dangereuses sur la commune est lié à sa traversée par des infrastructures routières ou ferroviaires importantes ou la présence d'une canalisation de transport d'hydrocarbures. Un accident se produisant sur de telles infrastructures est en effet susceptible d’avoir des effets graves au bâti ou aux personnes jusqu’à 350 m, selon la nature du matériau transporté. Des dispositions d’urbanisme peuvent être préconisées en conséquence.
La commune est en outre située en aval du barrage de l'étang de Goule, de classe B. À ce titre elle est susceptible d’être touchée par l’onde de submersion consécutive à la rupture de cet ouvrage.

## Histoire

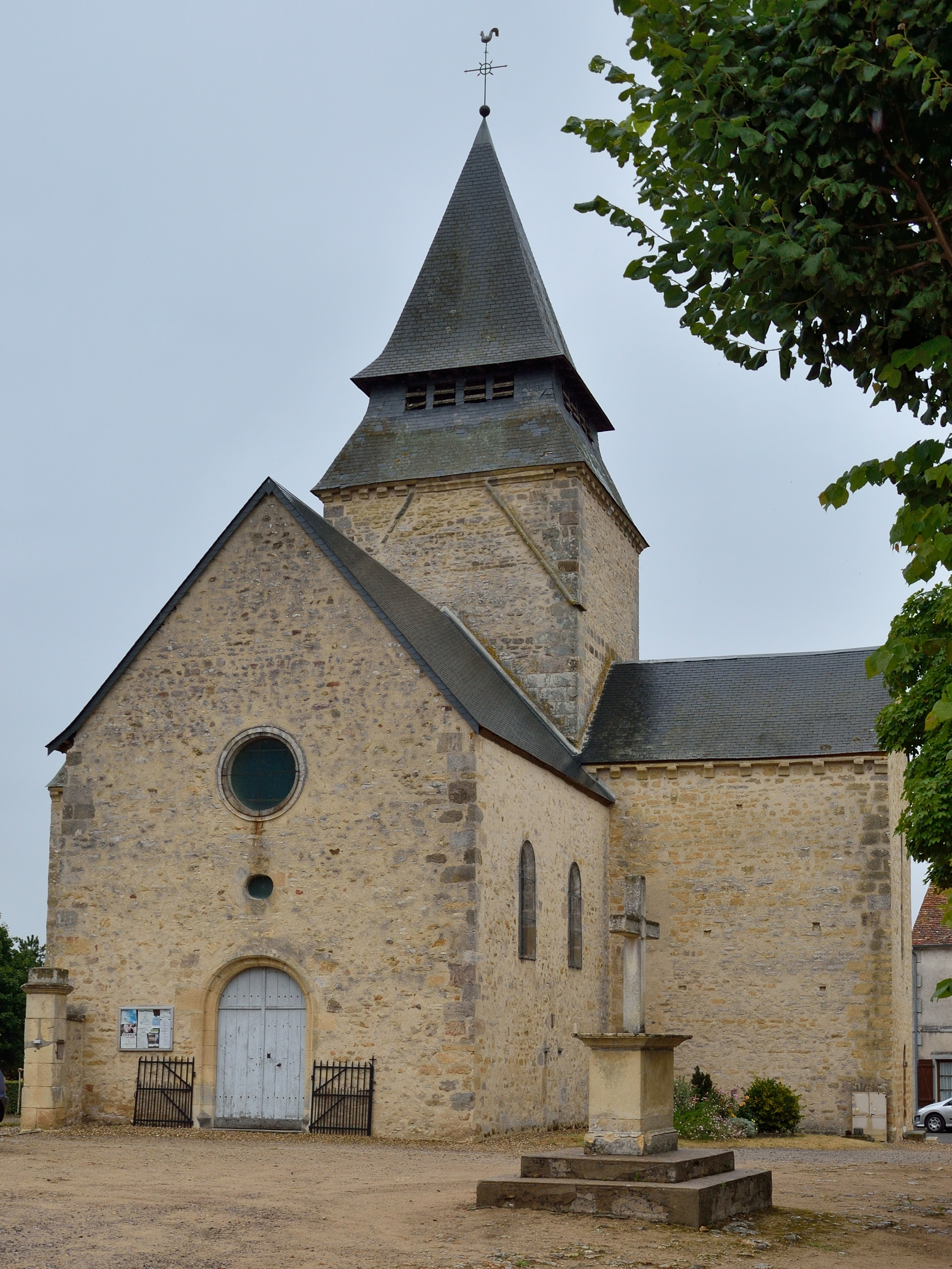
L'église

Le nom du village a évolué au fil des siècles : Becchaico en 1080, Vicus Becciacus au VIe siècle (Grégoire de Tours), Ecclesia Batthaice (en 1080), Beccay Le Fromental en 1411 (pour le distinguer de l'autre Beccay).
La population, de 764 habitants en 1831, est passé à 830 habitants en 1851 puis 955 habitants en 1881.
Le village est une paroisse de l'archiprêtré de Charenton, de la châtellenie d'Ainay et de la seigneurie de Guillaume de Bourbon en 1248.
En 1569, Nicolas de Nicolaÿ, dans sa Générale description du Bourbonnais, décrit la cité comme « Bessais, paroisse en laquelle sont les chasteaux et maisons nobles des Barres, du Ceray et Bernon et contient le nombre de 113 feux. »
Bessais-le-Fromental est rattaché à Charenton et au département du Cher à la Révolution (1790).

## Politique et administration

### Liste des maires
| Période                                  | Période   | Identité        | Étiquette | Qualité                           |
| ---------------------------------------- | --------- | --------------- | --------- | --------------------------------- |
| Les données manquantes sont à compléter. |           |                 |           |                                   |
| Mars 2003                                | Mars 2008 | José Guillen    |           |                                   |
| Mars 2008                                | en cours  | Serge Audonnet, |           | Ancienne profession intermédiaire |

### Politique environnementale
Dans son palmarès 2016, le Conseil National des Villes et Villages Fleuris de France a attribué une fleur à la commune au Concours des villes et villages fleuris.

## Démographie
L'évolution du nombre d'habitants est connue à travers les recensements de la population effectués dans la commune depuis 1793. Pour les communes de moins de 10 000 habitants, une enquête de recensement portant sur toute la population est réalisée tous les cinq ans, les populations de référence des années intermédiaires étant quant à elles estimées par interpolation ou extrapolation. Pour la commune, le premier recensement exhaustif entrant dans le cadre du nouveau dispositif a été réalisé en 2008.

En 2022, la commune comptait 293 habitants, en évolution de −9,29 % par rapport à 2016 (Cher : −2,48 %, France hors Mayotte : +2,11 %).
| 1793 | 1800 | 1806 | 1821 | 1831 | 1836 | 1841 | 1846 | 1851 |
| ---- | ---- | ---- | ---- | ---- | ---- | ---- | ---- | ---- |
| 656  | 631  | 649  | 795  | 764  | 843  | 855  | 887  | 830  |

| 1856 | 1861 | 1866 | 1872 | 1876 | 1881 | 1886 | 1891 | 1896 |
| ---- | ---- | ---- | ---- | ---- | ---- | ---- | ---- | ---- |
| 804  | 841  | 920  | 986  | 956  | 955  | 968  | 974  | 965  |

| 1901 | 1906 | 1911 | 1921 | 1926 | 1931 | 1936 | 1946 | 1954 |
| ---- | ---- | ---- | ---- | ---- | ---- | ---- | ---- | ---- |
| 954  | 912  | 874  | 728  | 719  | 667  | 664  | 643  | 576  |

| 1962 | 1968 | 1975 | 1982 | 1990 | 1999 | 2006 | 2008 | 2013 |
| ---- | ---- | ---- | ---- | ---- | ---- | ---- | ---- | ---- |
| 535  | 535  | 430  | 405  | 361  | 325  | 316  | 313  | 333  |

| 2018 | 2022 | - | - | - | - | - | - | - |
| ---- | ---- | - | - | - | - | - | - | - |
| 302  | 293  | - | - | - | - | - | - | - |

## Culture locale et patrimoine

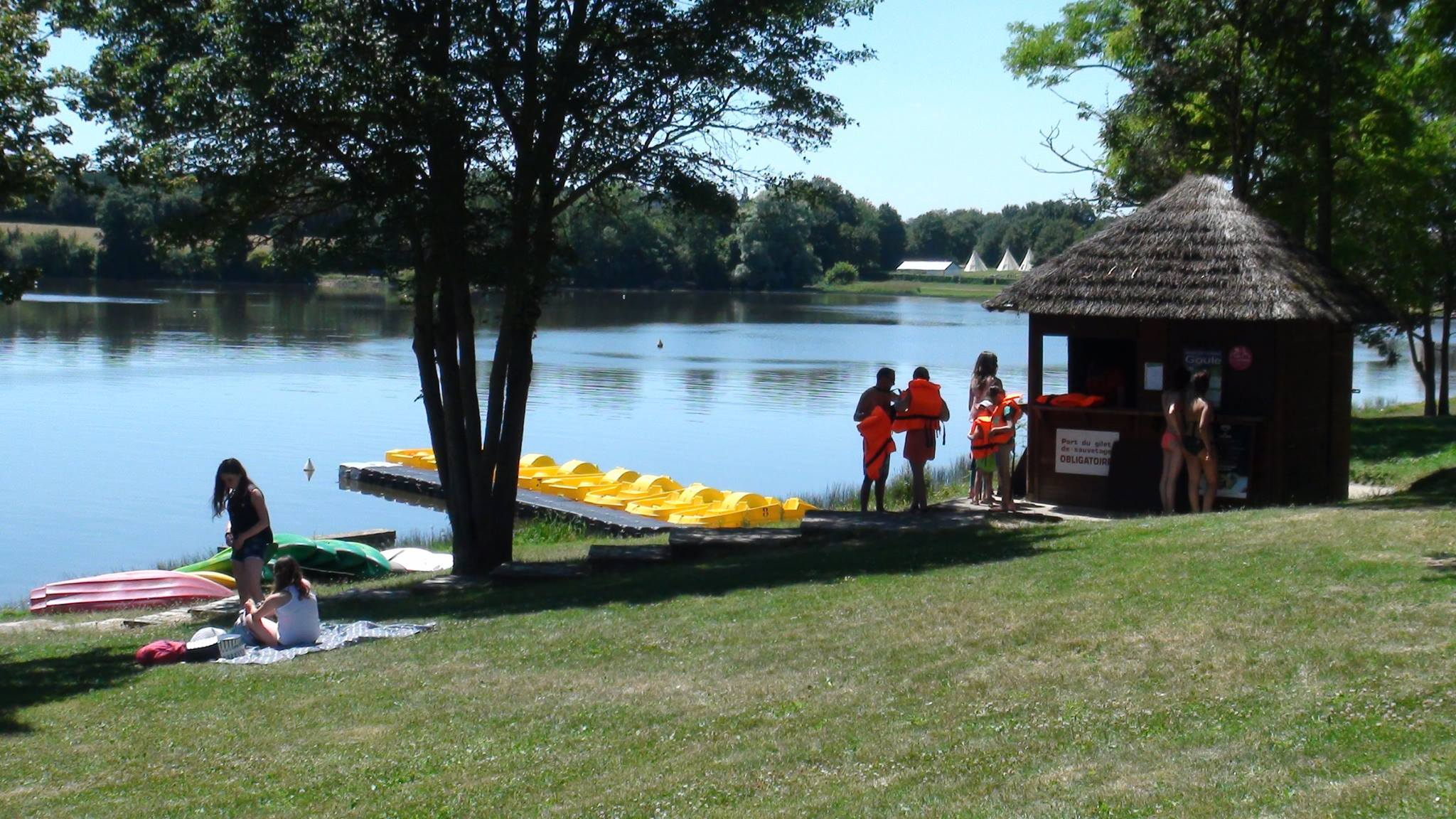
Base de loisirs de l'étang de goule.

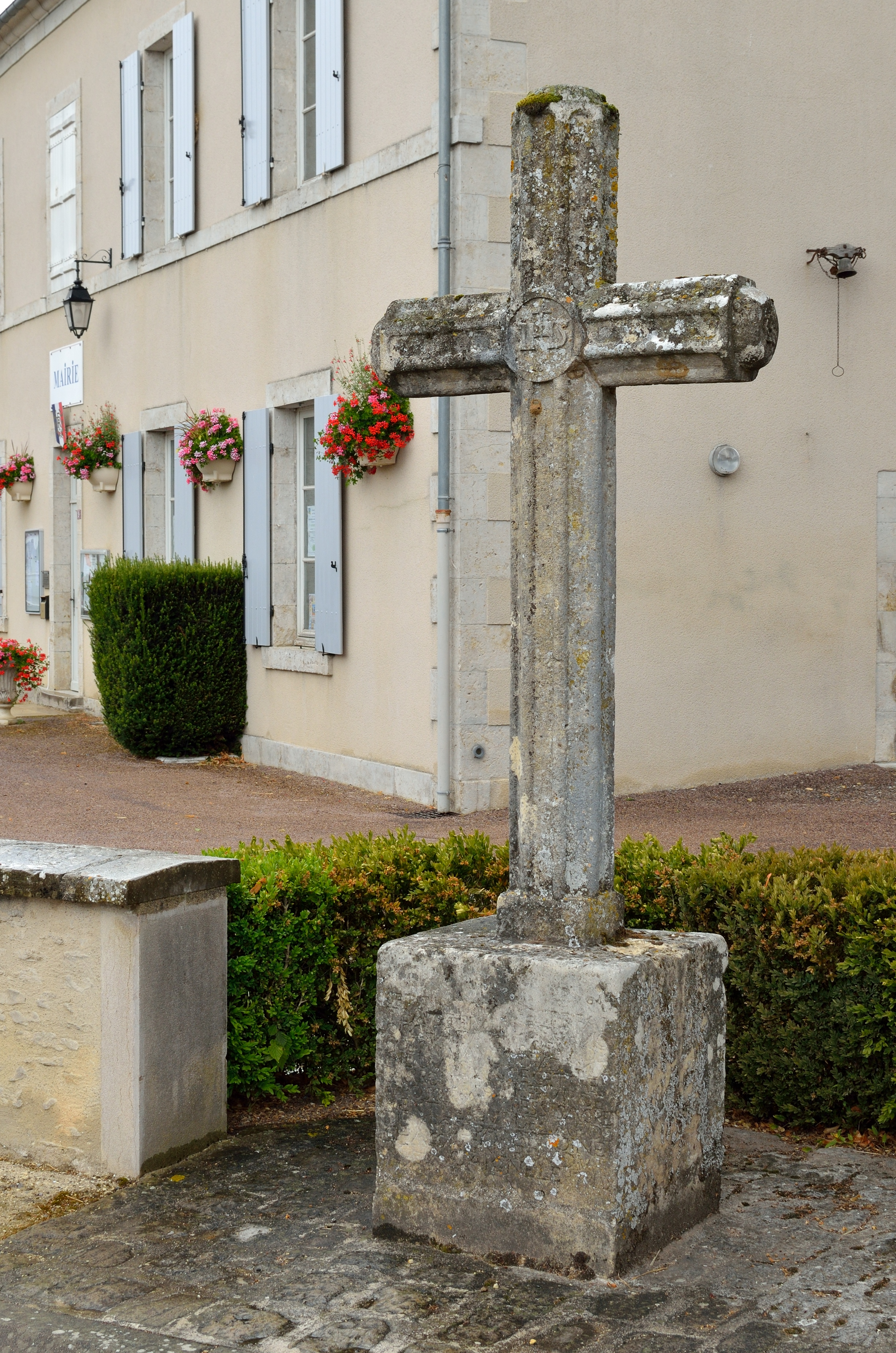
La croix cannelée

### Lieux et monuments
- Croix : dans le mur de la cour de l'ancienne école, une croix cannelée portant une inscription - François Chassaigne, sieur de Cossonay et du domaine du Bourg - 1730.
- Église romane Saint-Martin : elle est cédée au chapitre Saint-Ursin en 1080 par Ségaud. Les dîmes étaient versées à Cornusse. Elle a été très altérée par le feu et les guerres de religion.
- Venou : au sud-est de Bessais, ce fut une cité avec forteresse et fossés-étangs. Les ruines désertes d'une ville entière de petite étendue avec un temple, ses rues, ses maisons, ses murs et ses fossés, le tout a disparu. Au Moyen Âge c'était une ville. En 1212, Bonne la Grossine, épouse de Jean Beraut, fait aveu à Saint-Sulpice pour une partie de la dîme de Venoe. Si l'acte de 1344 indique que Venou était une paroisse, il s'agit en fait d'un fief  ayant haute et basse justice, avec des fortifications et des fossés défensifs dont Alys Bréchard fait aveu à Mme de Seuly, dame de Saint-Amand-Montrond. Venou relevait de Liénesse[27].
- Base de loisirs : étang de Goule

### Héraldique
|  | Les armoiries de Bessais-le-Fromental se blasonnent ainsi : Taillé : au 1er de sinople à la lettre « b » d'or, au 2e d'azur à l'épi de blé d'or posé en barre. |